# Мустафаєв Асан Сеферович
Асан Сеферович Мустафаєв (нар. 11 травня 1965, Душанбе) — колишній український футболіст кримськотатарського походження.

## Біографія
Розпочав грати у футбол у сезоні 1982 року в клубі «Автомобілчі», що грав у Другій лізі СРСР. У подальшому грав за низку нижчолігових радянських клубів.
У 1990 році, після реабілітації кримських татар і їх масового повернення до Криму, Мустафаєв разом із низкою інших футболістів кримськотатарського походження (Талят Шейхаметов, Сефер Алібаєв, Айдер Зейтуллаєв тощо) приєднався до найсильнішого клубу півострова — сімферопольської «Таврії». Однак захисник не зміг пробитися до основного складу цієї команди та, провівши лише дві гри, покинув її. У тому ж 1990 році виступав за іншу команду з Криму — «Океан» (Керч). В останньому сезоні чемпіонату СРСР грав за сухумське «Динамо».
З розпадом СРСР, на початку 1992 року приєднався до чернівецької «Буковини», що була включена до новоствореної Вищої ліги України, де провів увесь 1992 рік.
З початку 1993 року грав за харківський «Металіст», де виступав до кінця сезону 1993/94, за результатами якого харківський клуб посів останнє 18 місце і вилетів з Вищої ліги.
Новий сезон Асан розпочав у «Кремені», але ще до закриття трансферного вікна перейшов у першолігове хмельницьке «Поділля», де грав до кінця року.
У першій половині 1995 року грав у Вищій лізі Росії за «Уралмаш», проте закріпитись не зумів і влітку повернувся до України, де став виступати за луганську «Зорю-МАЛС». Протягом сезону 1995/96 Мустафаєв зіграв за команду у 26 матчах чемпіонату, проте луганчани зайняли останнє 18 місце і також вилетіли з Вищої ліги. Після цього Асан завершив професійну кар'єру, хоча в подальшому у 2000—2003 роках ще виступав за російський аматорський клуб «Троїцьк-2001».
Загалом у Вищій лізі України провів 97 матчів.

## Тренерська робота
В липні 2013 року новий тренер національної збірної Таджикистану Мухсін Мухамадієв, включив Мустафаєва до свого тренерського штабу на посаду тренера з фізпідготовки.